# Nicholas Kimeli
Nicholas Kipkorir Kimeli (* 29. September 1998 in Eldoret) ist ein kenianischer Leichtathlet, der hauptsächlich im 5000-Meter-Lauf an den Start geht.

## Leben
Nicholas Kimeli wurde als zweitjüngstes von insgesamt acht Kindern eines Farmerehepaares geboren. Er wuchs in Kaptale, im Nandi County, auf. Sein Bruder Eluid Kimeli ist ebenfalls als Läufer sportlich aktiv. Bevor er zur Leichtathletik kam, war Volleyball seine erste große sportliche Leidenschaft. Er besuchte die Kekiptir Primary School bis zur sechsten Jahrgangsstufe, bevor er zu seinem Bruder nach Iten zog. Während seiner dortigen Schulausbildung fing er mit der Leichtathletik an. Von seinem ersten Preisgeld kaufte er sich Laufschuhe, um seine Möglichkeiten zu verbessern. Er stellte den sportlichen Erfolg stets über seine schulischen Leistungen, was unter anderem einen Schulwechsel zur Folge hatte. 2017 endete seine schulische Ausbildung.
Kimeli trainiert heute in einem Sport Camp in der Stadt Kaptagat. Sein großes sportliches Ziel stellt der Gewinn einer Medaille bei Weltmeisterschaften oder Olympischen Spielen dar.

## Sportliche Laufbahn
Kimeli trat erstmals 2015 bei den nationalen Meisterschaften über 5000 Meter an. Dabei schied er im Vorlauf aus. Bereits ein Jahr später hatte er seine 5000-Meter-Zeit um 15 Sekunden auf 13:44,40 min verbessert. Im Juni 2017 belegte er den vierten Platz über 5000 Meter bei den kenianischen Meisterschaften und trat anschließend bei den U20-Afrikameisterschaften im algerischen Tlemcen, neben den 5000, auch über die 10.000 Meter an. Über die letztgenannte Strecke gewann er in 29:52,15 min die Goldmedaille. Nur drei Tage später gewann er über die halbe Distanz die Bronzemedaille. Im August verbesserte er beim ISTAF Berlin seine 5000-Meter-Zeit bis auf 13:11,58 min, womit er bei dem Meeting den zweiten Platz belegte. Ein Jahr später qualifizierte er sich für das kenianische Aufgebot zu den Commonwealth Games im australischen Gold Coast. Dort landete er im Finale auf dem neunten Platz.
Bei einem Wettkampf in Hengelo stellte Kimeli im Juni 2019 mit 12:57,90 min eine neue 5000-Meter-Bestzeit auf. Im September belegte er bei den nationalen Ausscheidungswettkämpfen für die Weltmeisterschaften in Doha den dritten Platz und wurde daraufhin für die WM nominiert. Bei dieser qualifizierte er sich im Vorlauf als Fünfter für das Finale, in dem er drei Tage später in 13:05,27 min den achten Platz belegte.
Kimeli trainiert im Dorf Kaptagat, in der Nähe seiner Geburtsstadt Eldoret. Das Trainingscamp in Kaptagat musste während der COVID-19-Pandemie vorübergehend geschlossen werden. 2020 stellte er im August beim Diamond League Meeting in Monaco in 12:51,78 min eine neue Bestzeit auf, mit der er in dem Wettkampf den zweiten Platz hinter Joshua Cheptegei belegte, der mit einem großen Vorsprung einen neuen Weltrekord aufstellte. Einen Monat später verbesserte er in Leiden seine 10.000-Meter-Bestzeit um fast drei Minuten bis auf 26:58,97 min und stellte damit eine Jahresweltbestleistung auf. 2021 setzte er sich bei den Kenianischen Trials gegen die nationale Konkurrenz über 5000 Meter durch und qualifizierte sich damit für die Olympischen Sommerspiele in Tokio. Anfang Juli verbesserte er seine 3000-Meter-Bestzeit beim Diamond-League-Meeting in Oslo auf 7:31,33 min. In Tokio gewann er Anfang August seinen Vorlauf über 5000 Meter und erreichte damit das Finale. Darin lief er mit 12:59,17 min Saisonbestleistung und belegte am Ende den vierten Platz, nachdem er sich im Zielsprint um Bronze dem US-Amerikaner Paul Chelimo geschlagen geben musste.
Anfang Juni 2022 lief Kimeli beim Diamond-League-Meeting in Rom in 12:46,33 min eine neue 5000-Meter-Bestzeit, womit er auf den siebten Platz der Allzeitbestenliste (Stand Juni 2022) über diese Distanz vorrückte. Einen Monat später trat er bei den Weltmeisterschaften in den USA an und belegte im Finale der 5000 Meter den siebten Platz. 2023 trat Kimeli über beide Langstreckendistanzen bei den nächsten Leichtathletik-Weltmeisterschaften in Budapest an. Zunächst belegte er im 10.000-Meter-Lauf den achten Platz. Wenige Tage später verpasste er über 5000 Meter den Einzug in das Finale. Anfang Oktober gewann er bei der Neuauflage der Straßenlauf-Weltmeisterschaften in Riga die Bronzemedaille im 5-km-Lauf, eine Distanz, über die er Inhaber des kenianischen Nationalrekordes ist.

## Wichtige Wettbewerbe
| Jahr              | Veranstaltung                   | Ort               | Platz             | Disziplin         | Zeit              |
| Startet für Kenia | Startet für Kenia               | Startet für Kenia | Startet für Kenia | Startet für Kenia | Startet für Kenia |
| ----------------- | ------------------------------- | ----------------- | ----------------- | ----------------- | ----------------- |
| 2017              | U20-Afrikameisterschaften       | Tlemcen           | 1.                | 10.000 m          | 29:52,15 min      |
| 2017              | U20-Afrikameisterschaften       | Tlemcen           | 3.                | 5000 m            | 13:54,24 min      |
| 2018              | Commonwealth Games              | Gold Coast        | 9.                | 5000 m            | 14:13,97 min      |
| 2019              | Weltmeisterschaften             | Doha              | 8.                | 5000 m            | 13:05,27 min      |
| 2021              | Olympische Sommerspiele         | Tokio             | 4.                | 5000 m            | 12:59,17 min      |
| 2022              | Weltmeisterschaften             | Eugene            | 7.                | 5000 m            | 13:11,97 min      |
| 2023              | Weltmeisterschaften             | Budapest          | 8.                | 10.000 m          | 28:03,38 min      |
| 2023              | Weltmeisterschaften             | Budapest          | 29.               | 5000 m            | 13:40,43 min      |
| 2023              | Straßenlauf-Weltmeisterschaften | Riga              | 3.                | 5 km              | 13:16 min         |

## Persönliche Bestleistungen
Freiluft
- 3000 m: 7:31,33 min, 1. Juli 2021, Oslo
- 5000 m: 12:46,33 min, 9. Juni 2022, Rom
- 10.000 m: 26:58,97 min, 19. September 2020, Leiden

Straße
- 5-km-Lauf: 12:55 min, 30. April 2022, Herzogenaurach, (kenianischer Rekord)
- 10-km-Lauf: 26:51 min, 25. September 2022, Brașov

Halle
- 3000 m: 7:43,31 min, 17. Februar 2022, Liévin